# Maliye Piyango Spor Kulübü 2018-2019 (pallavolo)
Questa voce raccoglie le informazioni riguardanti il Maliye Piyango Spor Kulübü nelle competizioni ufficiali della stagione 2018-2019.

## Organigramma societario
Area direttiva
- Presidente: Muammer Çolak

Area tecnica
- Allenatore: Serdar Uslu
- Secondo allenatore: Çağlar Dayı
- Assistente allenatore: Aydın Uzun
- Scoutman: Mirko Radisavljević

## Rosa
| N° | Nome           | Ruolo | Data di nascita  | Nazionalità sportiva |
| -- | -------------- | ----- | ---------------- | -------------------- |
| 1  | Aslan Ekşi     | P     | 14 maggio 1989   | Turchia              |
| 3  | Yüksel Bıdak   | C     | 6 giugno 1994    | Turchia              |
| 4  | Deniz İvgen    | L     | 18 maggio 1998   | Turchia              |
| 5  | Ivan Kolev     | S     | 2 gennaio 1987   | Bulgaria             |
| 7  | Osman Durmaz   | C     | 9 settembre 1996 | Turchia              |
| 8  | Halil Yücel    | S     | 24 novembre 1989 | Turchia              |
| 9  | Georgi Seganov | P     | 10 giugno 1993   | Bulgaria             |
| 10 | Nicolás Bruno  | S     | 24 febbraio 1989 | Argentina            |
| 11 | Sabit Karaağaç | C     | 5 maggio 1987    | Turchia              |
| 13 | Jhon Wendt     | O     | 15 gennaio 1994  | Francia              |
| 14 | Ali Sağır      | P     | 17 dicembre 1993 | Turchia              |
| 15 | Murat Tokgöz   | S     | 29 febbraio 1984 | Turchia              |
| 17 | Görkem Sertel  | C     | 27 ottobre 1992  | Turchia              |
| 18 | Ali Yılmaz     | S     | 5 aprile 1999    | Turchia              |

## Statistiche

### Statistiche di squadra
| Competizione     | Punti | In casa | In casa | In casa | In trasferta | In trasferta | In trasferta | Totale | Totale | Totale |
| Competizione     | Punti | G       | V       | P       | G            | V            | P            | G      | V      | P      |
| ---------------- | ----- | ------- | ------- | ------- | ------------ | ------------ | ------------ | ------ | ------ | ------ |
| Efeler Ligi      | 42,2  | 15      | 11      | 4       | 14           | 8            | 6            | 29     | 19     | 10     |
| Coppa di Turchia | -     | 0       | 0       | 0       | 0            | 0            | 0            | 1      | 0      | 1      |
| Supercoppa turca | -     | -       | -       | -       | -            | -            | -            | 1      | 0      | 1      |
| Challenge Cup    | -     | 2       | 2       | 0       | 2            | 0            | 2            | 4      | 2      | 2      |
| Totale           | -     | 17      | 13      | 4       | 16           | 8            | 8            | 35     | 21     | 14     |

G = partite giocate; V = partite vinte; P = partite perse

### Statistiche dei giocatori
| Giocatore   | Campionato | Campionato | Campionato | Campionato | Campionato | Coppa di Turchia | Coppa di Turchia | Coppa di Turchia | Coppa di Turchia | Coppa di Turchia | Supercoppa turca | Supercoppa turca | Supercoppa turca | Supercoppa turca | Supercoppa turca | Challenge Cup | Challenge Cup | Challenge Cup | Challenge Cup | Challenge Cup | Totale | Totale | Totale | Totale | Totale |
| Giocatore   | P          | PT         | AV         | MV         | BV         | P                | PT               | AV               | MV               | BV               | P                | PT               | AV               | MV               | BV               | P             | PT            | AV            | MV            | BV            | P      | PT     | AV     | MV     | BV     |
| ----------- | ---------- | ---------- | ---------- | ---------- | ---------- | ---------------- | ---------------- | ---------------- | ---------------- | ---------------- | ---------------- | ---------------- | ---------------- | ---------------- | ---------------- | ------------- | ------------- | ------------- | ------------- | ------------- | ------ | ------ | ------ | ------ | ------ |
| Y. Bıdak    | 26         | 172        | 122        | 39         | 11         | 1                | 2                | 2                | 0                | 0                | 1                | 7                | 7                | 0                | 0                | 4             | 22            | 15            | 6             | 1             | 32     | 203    | 146    | 45     | 12     |
| N. Bruno    | 28         | 367        | 322        | 24         | 21         | 1                | 21               | 16               | 2                | 3                | 1                | 13               | 11               | 1                | 1                | 4             | 41            | 36            | 1             | 4             | 34     | 442    | 385    | 28     | 29     |
| O. Durmaz   | 26         | 238        | 158        | 65         | 15         | 1                | 12               | 7                | 5                | 0                | 1                | 5                | 3                | 2                | 0                | 4             | 36            | 25            | 8             | 3             | 32     | 291    | 193    | 80     | 18     |
| A. Ekşi     | 18         | 14         | 7          | 1          | 6          | 1                | 0                | 0                | 0                | 0                | 1                | 2                | 0                | 1                | 1                | 3             | 2             | 1             | 0             | 1             | 23     | 18     | 8      | 2      | 8      |
| D. İvgen    | 29         | 0          | 0          | 0          | 0          | 1                | 0                | 0                | 0                | 0                | 1                | 0                | 0                | 0                | 0                | 4             | 0             | 0             | 0             | 0             | 35     | 0      | 0      | 0      | 0      |
| S. Karaağaç | 10         | 33         | 29         | 3          | 1          | 1                | 4                | 2                | 1                | 1                | 0                | 0                | 0                | 0                | 0                | 0             | 0             | 0             | 0             | 0             | 11     | 37     | 31     | 4      | 2      |
| I. Kolev    | 12         | 89         | 70         | 7          | 12         | -                | -                | -                | -                | -                | 0                | 0                | 0                | 0                | 0                | 2             | 2             | 2             | 0             | 0             | 14     | 91     | 72     | 7      | 12     |
| A. Sağır    | 8          | 46         | 35         | 10         | 1          | 0                | 0                | 0                | 0                | 0                | 0                | 0                | 0                | 0                | 0                | 1             | 0             | 0             | 0             | 0             | 9      | 46     | 35     | 10     | 1      |
| G. Seganov  | 26         | 69         | 22         | 28         | 19         | 1                | 2                | 1                | 1                | 0                | 1                | 0                | 0                | 0                | 0                | 4             | 5             | 2             | 0             | 3             | 32     | 76     | 25     | 29     | 22     |
| G. Sertel   | 17         | 58         | 41         | 13         | 4          | 1                | 0                | 0                | 0                | 0                | 0                | 0                | 0                | 0                | 0                | 2             | 1             | 1             | 0             | 0             | 20     | 59     | 42     | 13     | 4      |
| M. Tokgöz   | 21         | 0          | 0          | 0          | 0          | 1                | 0                | 0                | 0                | 0                | 1                | 0                | 0                | 0                | 0                | 4             | 0             | 0             | 0             | 0             | 27     | 0      | 0      | 0      | 0      |
| J. Wendt    | 19         | 362        | 308        | 36         | 18         | 1                | 23               | 20               | 1                | 2                | 1                | 28               | 21               | 4                | 3                | 4             | 61            | 56            | 3             | 2             | 25     | 474    | 405    | 44     | 25     |
| A. Yılmaz   | 16         | 120        | 98         | 13         | 9          | 1                | 9                | 8                | 1                | 0                | 0                | 0                | 0                | 0                | 0                | 0             | 0             | 0             | 0             | 0             | 17     | 129    | 106    | 14     | 9      |
| H. Yücel    | 23         | 295        | 260        | 14         | 21         | 1                | 7                | 7                | 0                | 0                | 1                | 21               | 17               | 2                | 2                | 4             | 52            | 45            | 4             | 3             | 29     | 375    | 329    | 20     | 26     |

P = presenze; PT = punti totali; AV = attacchi vincenti; MV = muri vincenti; BV = battute vincenti